# Sparkasse Arnsberg-Sundern
Sparkasse Arnsberg-Sundern war der Name einer öffentlich-rechtlichen Sparkasse mit Sitz in Arnsberg-Neheim. Am 1. Januar 2025 erfolgte die Aufnahme der Sparkasse Hochsauerland und der bisherigen Sparkasse Mitten im Sauerland. Seither firmiert sie unter dem Namen Sparkasse Mitten im Sauerland und hat ihren Sitz in Meschede. Bis zur Fusion umfasste ihr Geschäftsgebiet die Stadt Arnsberg und die Stadt Sundern. Träger war der Sparkassenzweckverband Arnsberg-Sundern.

## Geschichte
Die Sparkasse Arnsberg-Sundern ging aus verschiedenen lokalen Gründungen hervor. In Arnsberg wurden 1821 die ersten Statuten für eine örtliche Sparkasse veröffentlicht. Die Gründung erfolgte allerdings erst 1837. Im Jahr 1851 folgte die städtische Sparkasse in Neheim und 1882 die Sparkasse in Allendorf bei Sundern. Im Jahr 1903 wurde schließlich die Gemeindesparkasse Hüsten gegründet. Ein erster Zusammenschluss erfolgte 1936 mit der Bildungs der Verbandssparkasse der Stadt Neheim und des Amtes Sundern. Im Jahr 1941 kam auch Hüsten hinzu. Im Zusammenhang mit der kommunalen Neugliederung kam es 1976 zum Zusammenschluss der Verbandssparkasse Neheim-Hüsten-Sundern und der Sparkasse Arnsberg zur Sparkasse Arnsberg-Sundern.
Die Sparkassen Arnsberg-Sundern, Hochsauerland und Mitten im Sauerland fusionierten zum 1. Januar 2025 zur neuen Sparkasse Mitten im Sauerland mit Hauptsitz in Meschede und über 620 Mitarbeitern. Fusionsbedingte Kündigungen wurden ausgeschlossen.

## Organisationsstruktur
Die Sparkasse hatte im Geschäftsgebiet zuletzt folgende Standorte
- Hauptstelle in Neheim
- BeratungsCenter in Arnsberg, Sundern, Hüsten, Oeventrop und Hachen
- SB-Geschäftstellen in Niedereimer, Herdringen, Voßwinkel, Allendorf, Westenfeld und am Sparkassenkreisel in Neheim

## Geschäftszahlen
Die Sparkasse Arnsberg-Sundern wies im Geschäftsjahr 2023 eine Bilanzsumme von 1,667 Mrd. Euro aus und verfügte über Kundeneinlagen von 1,273 Mrd. Euro. Gemäß der Sparkassenrangliste 2023 liegt sie nach Bilanzsumme auf Rang 263. Sie unterhält 11 Filialen/Selbstbedienungsstandorte und beschäftigt 216 Mitarbeiter.